# U-Bahn-Linie A (Prag)
| |                      |                          |                          |
| Spurweite: | 1435 mm (Normalspur) |                          |                          |
| Stromsystem: | 750 V =              |                          |                          |
| |                      |                          |                          |
| \| \| \| Nemocnice Motol \| \| \| \| \| Petřiny \| \| \| \| \| Nadraží Veleslavín \| \| \| \| \| Bořislavka \| \| \| \| \| Dejvická \| \| \| \| \| Hradčanská \| \| \| \| \| Malostranská \| \| \| \| \| Staroměstská \| \| \| \| \| Můstek B \| \| \| \| \| Muzeum C \| \| \| \| \| Náměstí Míru (D geplant) \| \| \| \| \| Jiřího z Poděbrad \| \| \| \| \| Flora \| \| \| \| \| Želivského \| \| \| \| \| Strašnická \| \| \| \| \| Skalka \| \| \| \| \| Depo Hostivař ( geplant) \| \| \| \| \| \| \| |                      |                          |                          |
| U-Bahn-Kopfbahnhof Streckenanfang (im Tunnel) |                      | Nemocnice Motol          | Nemocnice Motol          |
| U-Bahn-Kopfbahnhof Strecke bis hier außer Betrieb (im Tunnel) |                      | Petřiny                  | Petřiny                  |
| U-Bahn-Haltepunkt / Haltestelle (im Tunnel) |                      | Nadraží Veleslavín       | Nadraží Veleslavín       |
| U-Bahn-Haltepunkt / Haltestelle (im Tunnel) |                      | Bořislavka               | Bořislavka               |
| U-Bahn-Kopfbahnhof Strecke bis hier außer Betrieb (im Tunnel) |                      | Dejvická                 | Dejvická                 |
| U-Bahn-Haltepunkt / Haltestelle (im Tunnel) |                      | Hradčanská               | Hradčanská               |
| U-Bahn-Haltepunkt / Haltestelle (im Tunnel) |                      | Malostranská             | Malostranská             |
| U-Bahn-Haltepunkt / Haltestelle (im Tunnel) |                      | Staroměstská             | Staroměstská             |
| U-Bahn-Bahnhof (im Tunnel) |                      | Můstek B                 | Můstek B                 |
| U-Bahn-Bahnhof (im Tunnel) |                      | Muzeum C                 | Muzeum C                 |
| U-Bahn-Haltepunkt / Haltestelle (im Tunnel) |                      | Náměstí Míru (D geplant) | Náměstí Míru (D geplant) |
| U-Bahn-Haltepunkt / Haltestelle (im Tunnel) |                      | Jiřího z Poděbrad        | Jiřího z Poděbrad        |
| U-Bahn-Haltepunkt / Haltestelle (im Tunnel) |                      | Flora                    | Flora                    |
| U-Bahn-Haltepunkt / Haltestelle (im Tunnel) |                      | Želivského               | Želivského               |
| U-Bahn-Haltepunkt / Haltestelle (im Tunnel) |                      | Strašnická               | Strašnická               |
| U-Bahn-Bahnhof (im Tunnel) |                      | Skalka                   | Skalka                   |
| U-Bahn-Bahnhof (im Tunnel) |                      | Depo Hostivař ( geplant) | Depo Hostivař ( geplant) |
| |                      |                          |                          |

Die U-Bahn-Linie A der Prager U-Bahn ist mit einer Länge von 17,0 Kilometer und 17 Stationen die kürzeste Linie des Netzes. Sie hat eine grüne Linienkennfarbe.

## Verlauf

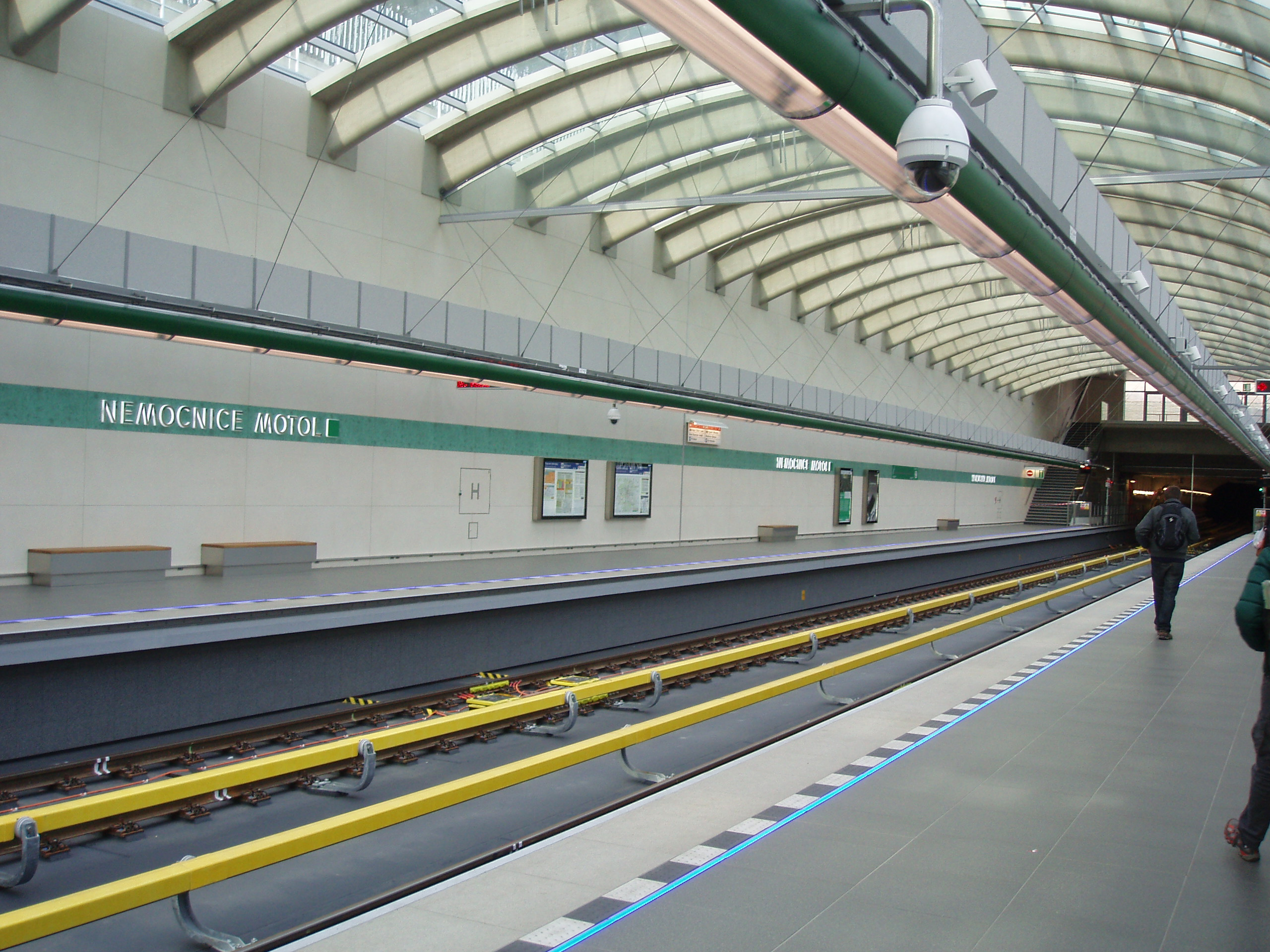
Metrostation Nemocnice Motol

Die Linie A führt ausgehend vom Prager Stadtteil Motol (Station Nemocnice Motol) im Westen der Stadt in Richtung Nordosten bis nach Dejvice (Station Dejvická), von wo aus die Strecke kontinuierlich in Richtung Südosten bis zum Depo Hostivař verläuft. Dabei passiert die Trasse die Stadtteile Hradčany und die Kleinseite (Malá Strana) mit den nach ihnen benannten Stationen Hradčanská und Malostranská, bevor unterhalb der Mánesův most die Moldau unterquert wird; danach wird mit der Station Staroměstská die Altstadt erreicht. Anschließend wird der Wenzelsplatz mit den beiden Umsteigebahnhöfen Můstek und Muzeum unterfahren. Außerdem sind die Stadtviertel Vinohrady und Žižkov mit den Stationen Náměstí Míru, Jiřího z Poděbrad, Flora und Želivského angebunden. Die Strecke endet nach den letzten beiden, im Stadtteil Strašnice liegenden Haltepunkten Strašnická und Skalka, unmittelbar in der Station Depo Hostivař, die sich im gleichnamigen Depot befindet.

## Geschichte
| Sektor   | Streckenabschnitt          | Inbetriebnahme    | Länge   |
| -------- | -------------------------- | ----------------- | ------- |
| I.A      | Dejvická – Náměstí Míru    | 12. August 1978   | 4,7 km  |
| II.A     | Náměstí Míru – Želivského  | 19. Dezember 1980 | 2,7 km  |
| III.A/SH | Želivského – Strašnická    | 11. November 1987 | 1,2 km  |
| SH       | Strašnická – Skalka        | 4. November 1990  | 1,3 km  |
| SH       | Skalka – Depo Hostivař     | 26. Mai 2006      | 1,0 km  |
| V.A      | Dejvická – Nemocnice Motol | 6. April 2015     | 6,1 km  |
| Gesamt:  | 17 Stationen               |                   | 17,0 km |

## Erweiterung von Dejvická nach Westen

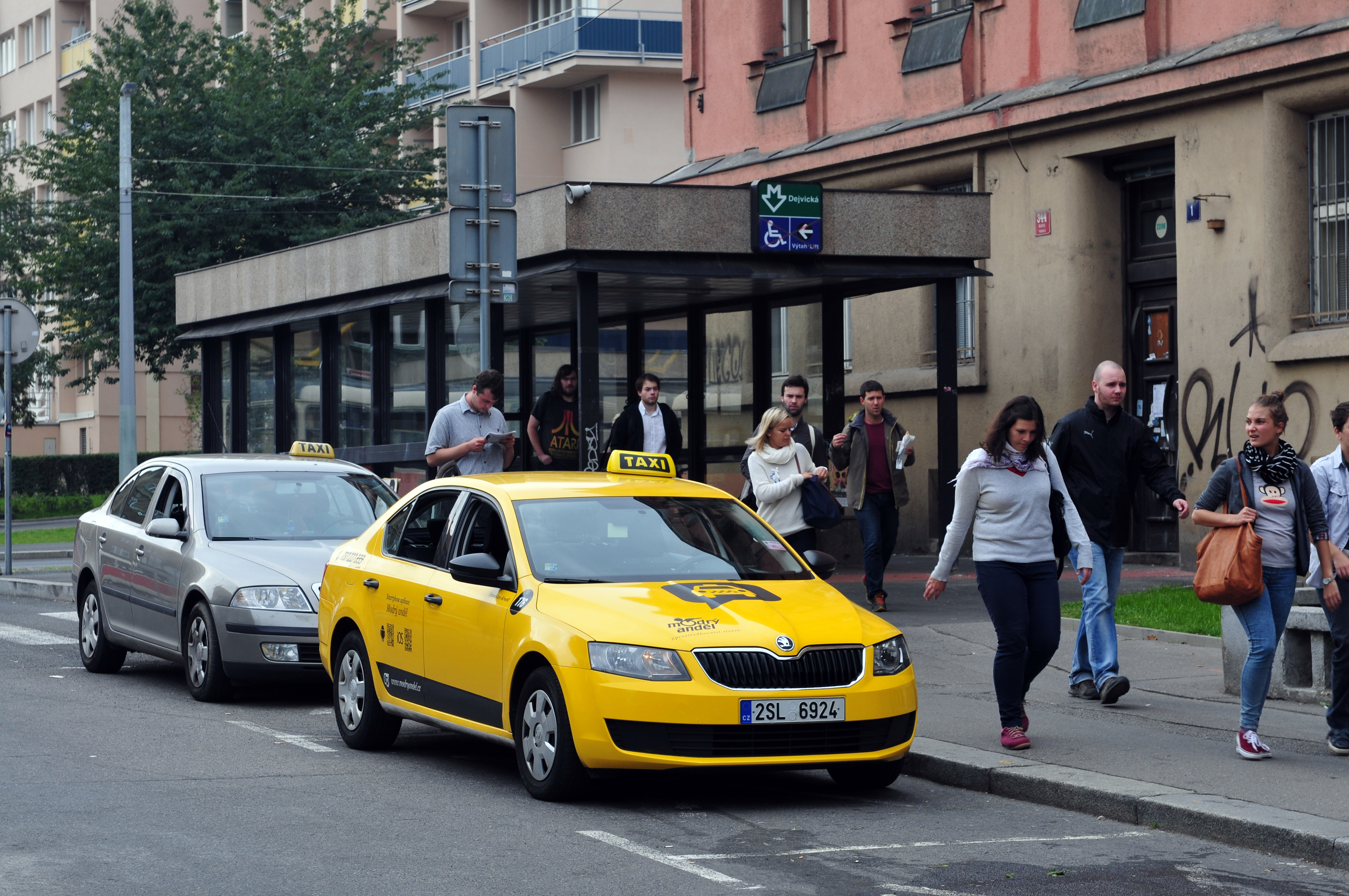
Station Dejvická am Vítězné náměstí

In den 1990er Jahren hatten einige Stadtplaner immer wieder eine Verlängerung der Linie A in Richtung Nordwesten nach Prag-Ruzyně vorgeschlagen. Diese Pläne wurden aber immer wieder verworfen, da sie als nicht notwendig und zu teuer eingestuft wurden. Dennoch kam es im Jahr 2004 zu einer Wende. Die Verkehrsbewegungen im fünften und sechsten Prager Stadtbezirk, die von der Metro völlig unerschlossen waren, stiegen stetig an. Außerdem erforderten die hohen Wachstumsraten des Flughafens Prag-Ruzyně (jährlich bis zu 30 Prozent mehr Passagiere) eine bessere und schnellere Anbindung ans Stadtzentrum. Auch der Regionalverkehr nach der 25 Kilometer nordwestlich liegenden Bezirksstadt Kladno schien überfordert zu sein.
Im Ringen um die Verbindung zwischen der Endstation der Linie A im Nordwesten, Dejvická, und dem ständig wachsenden Prager Flughafen standen zwei grundsätzlich gegeneinanderstehende Modelle zur Auswahl. Neben diversen Streckenmodellen war vor allem die Frage, ob man sich für eine an der Oberfläche zu führende Schnellbahn (Esko) zwischen Dejvice und Ruzyně oder aber für die Verlängerung der bestehenden U-Bahn-Linie A entscheiden sollte. Auf Grund der bestehenden Gleisanlagen der Bahnstrecke Praha–Chomutov, die durch die Industriestadt Kladno führt, wäre eine Schnellbahnverbindung weitaus schneller, einfacher und preisgünstiger aufzubauen. Das tschechische Verkehrsministerium wollte auch ursprünglich den Streckenausbau beschleunigen, indem diese Strecke als vorrangiges Projekt eingestuft werden sollte. Allerdings hätte zunächst nur die Bahnstrecke zwischen Ruzyně und Kladno Priorität gehabt.
Die Bürger des fünften Stadtbezirkes sahen aber damit nicht eine schnellere Verkehrsverbindung gegeben und stellten sich mehrheitlich auf die Seite der Metro-Befürworter, die eine Verlängerung der Linie A anstrebten, um das weitgehend vom Stadtzentrum abgeschnittene Gebiet zu erschließen. Daneben sahen die Befürworter einer Metro-Erweiterung eine Lärmbelästigung des am dichtesten besiedelten Bezirks Prags durch die Schnellbahn, auch wenn sie, wie vorgeschlagen, durch einen Tubus an der Oberfläche führen würde. Die Anbindung per U-Bahn wurde als Chance zur Verbesserung der städtischen Anbindung des fünften Bezirks und der Entwicklung der dünnbesiedelten Gebiete im sechsten Bezirk gesehen. Zudem sollte das Prager Universitätskrankenhaus Motol, das das größte Mitteleuropas ist und täglich von tausenden Personen frequentiert wird, besser angebunden werden, da Patienten, Gäste und Angestellte mindestens einmal von der Straßenbahn in einen Bus umsteigen mussten, um in das Hospital zu gelangen.
Die Gegner einer Metro-Erweiterung sprachen sich für eine billigere, schnellere und ökologisch besser vertretbare Verbindung per Schnellbahn aus. Die Schnellbahnverbindung würde einen Bruchteil der Kosten eines U-Bahn-Baus und eine kürzere Modernisierungszeit in Anspruch nehmen. Diese Schnellbahn-Befürworter waren vor allem das tschechische Verkehrsministerium, jedoch auch regionale Umweltverbände.
Am 19. Januar 2005 wollte die tschechische Regierung unter Stanislav Gross entscheiden, ob sie dem vom Verkehrsministerium schon aus Kostengründen bevorzugten Schnellbahnmodell ihre staatliche Zustimmung erteilt oder nicht. Somit wurde noch am 17. Januar 2005 eine Sondersitzung einberufen, die die einhellige Ablehnung der einzelnen Stadtteilvertreter zum Ausdruck bringen sollte. Die Sitzungsteilnehmer waren vom großen Teil der Bevölkerung und der eigens für den Metrobau gegründeten Bürgerinitiative „Chceme metro, ne rychlodráhu“ („Wir wollen die Metro, nicht die Schnellbahn“) bestärkt worden. An dessen Spitze stand Tomáš Chalupa, Bürgermeister des sechsten Stadtbezirks.
Auf Grund dieser starken Ablehnung der Schnellbahn wurde im April 2005 die Verlängerung der Metrostrecke A bis zum Universitätskrankenhaus Motol beschlossen.
Bei der im April 2005 beschlossenen Verlängerung der Metrostrecke A bis zum Universitätskrankenhaus Motol wurden ursprünglichen Pläne, die Strecke auf kürzester Strecke zum Flughafen führen, verworfen. Es sollte eine stattdessen eine Streckenführung entstehen, die die vorrangige Aufgabe hat, die weitere Entwicklung des nordwestlichen Teils von Prag zu stärken und ein größeres Einzugsgebiet zu versorgen.
Die entstandene Verlängerung führt von Dejvická aus zunächst nach Westen über die Stationen Bořislavka und Nadraží Veleslavín und dann nach Süden über die Haltestellen Petřiny und Nemocnice Motol (Universitätsklinikum). Die Strecke wurde ab Februar 2010 unter anderem durch Hochtief gebaut und am 6. April 2015 eröffnet.
In einer ursprünglich angedachten weiteren Ausbaustufe, die am 18. September 2008 zu einer Änderung des Bebauungsplanes führte, sollte ausgehend vom Universitätskrankenhaus Motol der Park von Schloss Stern (Letohrádek Hvězda) in einem Bogen südlich umfahren werden, ehe die Trasse nach Westen und Nordwesten schwenken sollte, wo die Stationen Bíla Hora (Weißer Berg) und Dlouhá Míle entstehen sollten, bevor die Linie im U-Bahnhof Letiště Ruzyně am Flughafen Prag enden sollte. Diese Ausbaustufe wurde von der bis 2018 regierenden Oberbürgermeisterin Adriana Krnáčová in Frage gestellt. Eine Verlängerung bis zum Flughafen war im Stadtentwicklungsplan im Jahr 2019 nicht mehr enthalten.
Neuere Planungen sehen stattdessen bis 2029 den Ausbau der Bahnstrecke Praha–Chomutov mit einer Zweigstrecke zum Flughafen vor. Im November 2024 veröffentlichte die tschechische Eisenbahnverwaltung die zugehörige öffentliche Ausschreibung.

## Gestaltung der Stationen
Die innerstädtischen Haltestellen der Linie A (zwischen den Stationen Hradčanská und Želivského) sind mit konkaven und konvexen Tafeln aus Aluminium in jeweils unterschiedlichen Farben verkleidet. Durch die charakteristischen Farben kann man die Stationen auch ohne Lesen des Namens erkennen. Die Bahnhöfe außerhalb des Stadtzentrums sind teilweise schlichter gestaltet. Die Stationen Bořislavka und Petřiny, die beide im April 2015 eröffnet wurden, weisen Ähnlichkeiten zur Station Kobylisy der Linie C auf.
Hervorzuheben ist die Station Nemocnice Motol, die sich an der Oberfläche in einem Glastunnel auf Straßenniveau befindet. Der Bahnhof ist der einzige der Linie A, der Seitenbahnsteige besitzt.

## Bildergalerie

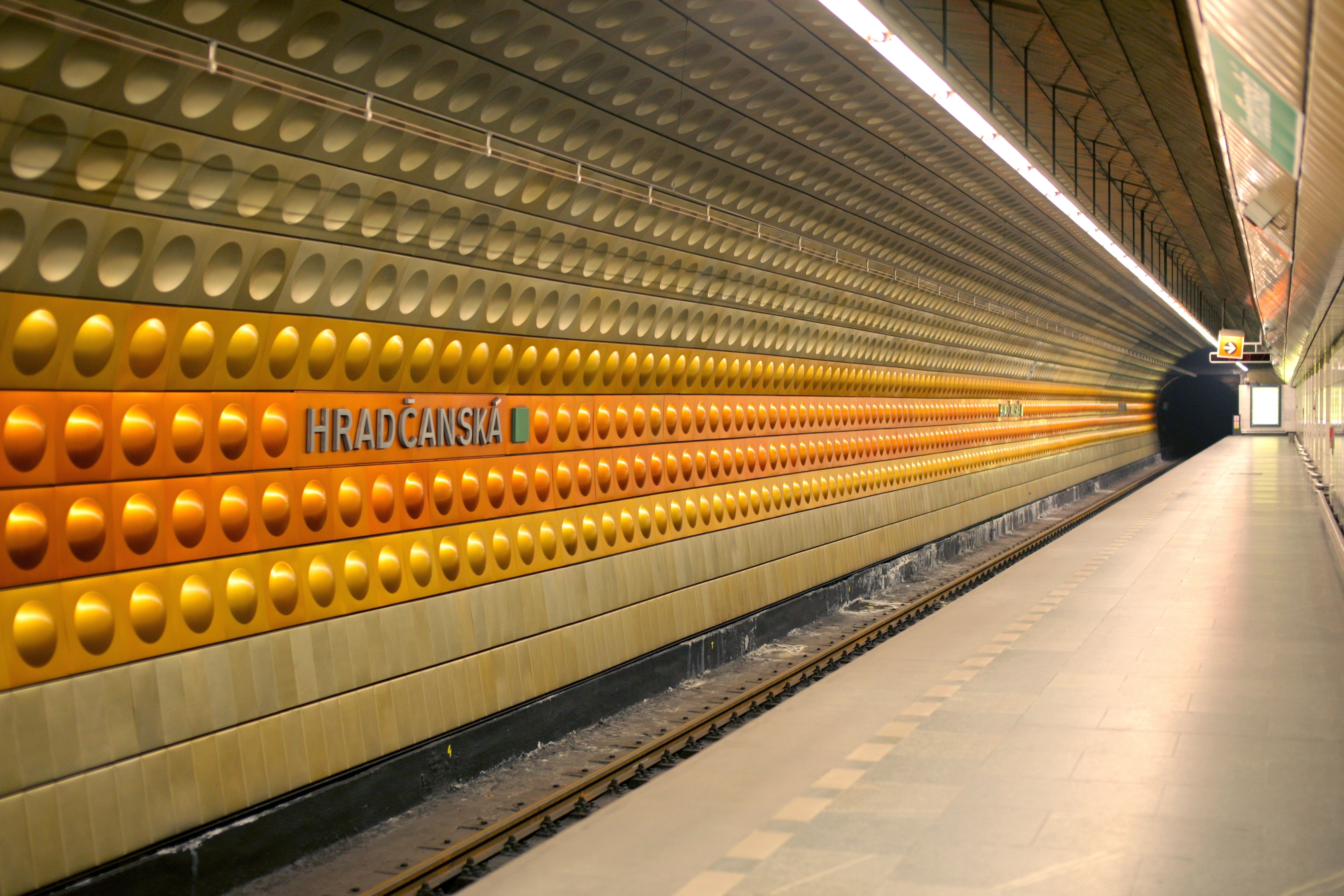
Hradčanská
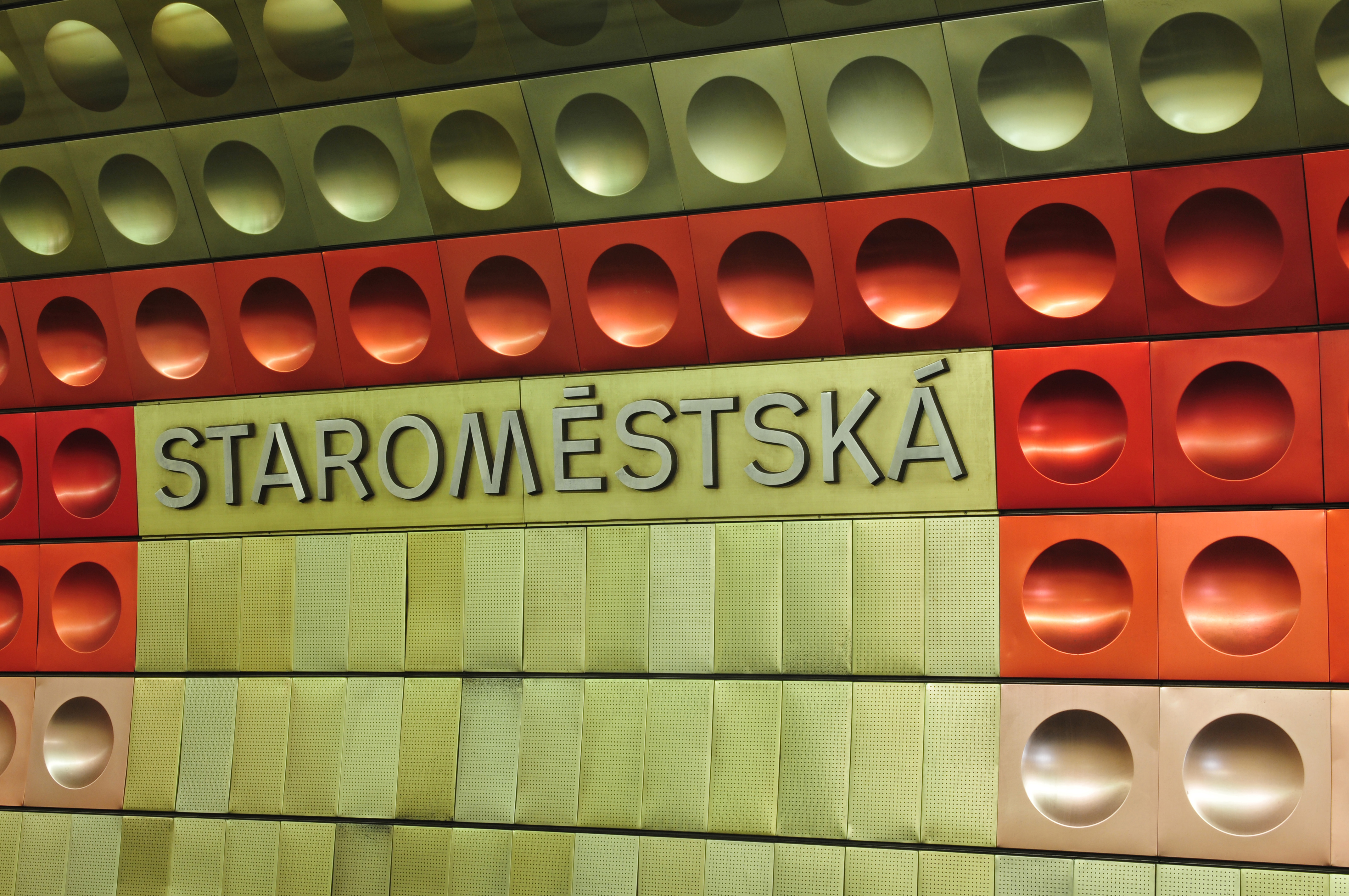
Staroměstská
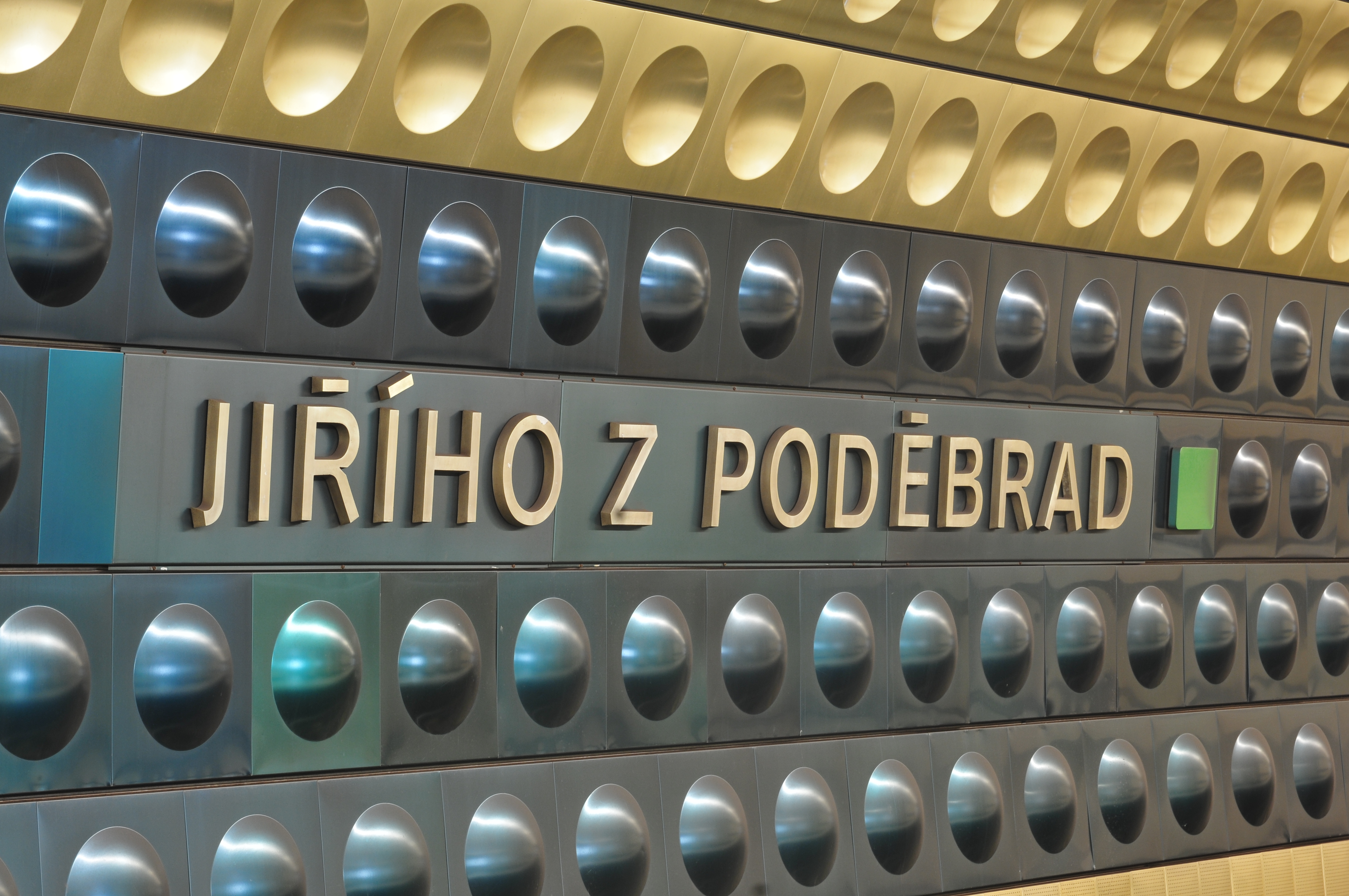
Jiřího z Poděbrad
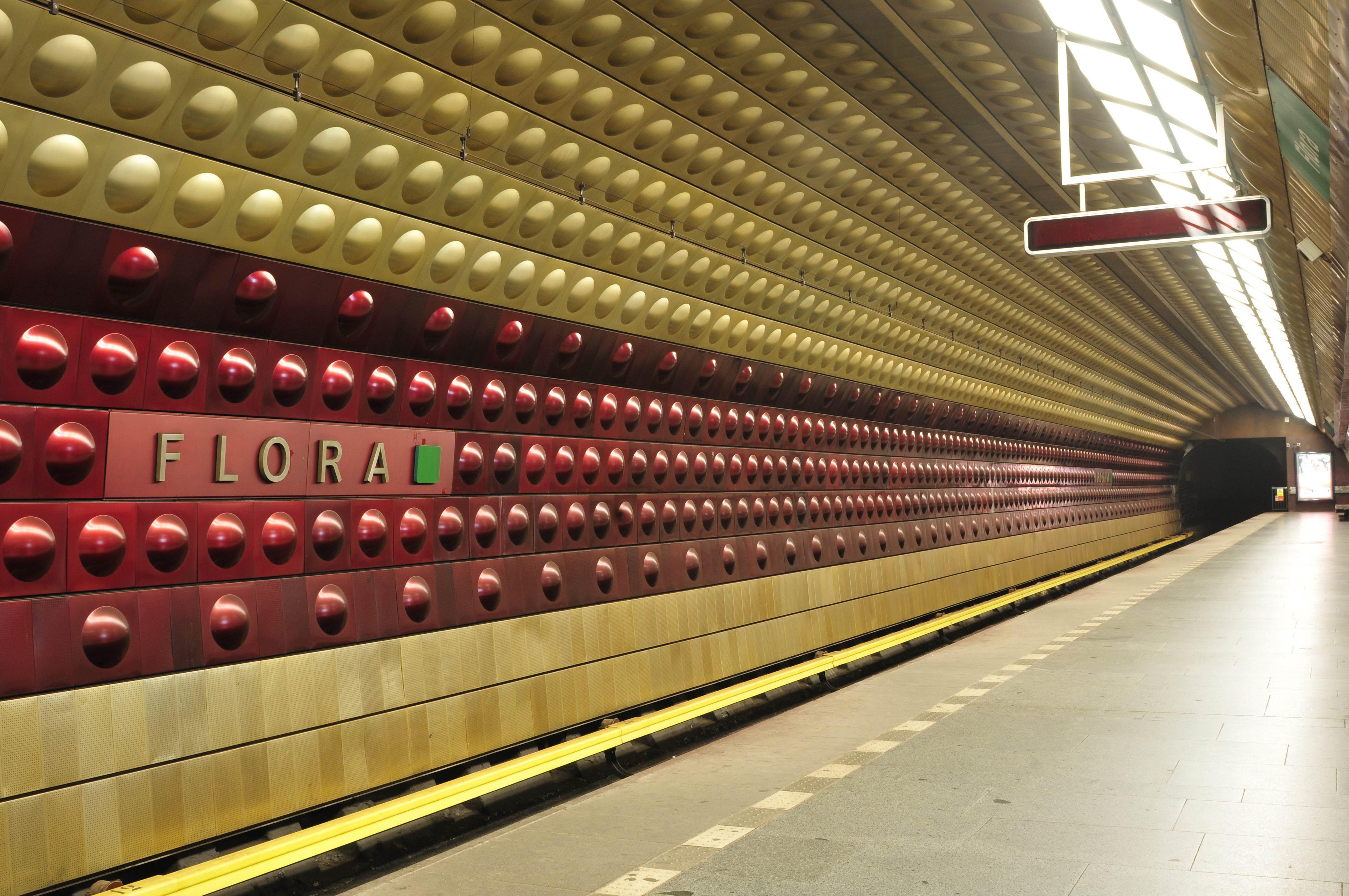
Flora
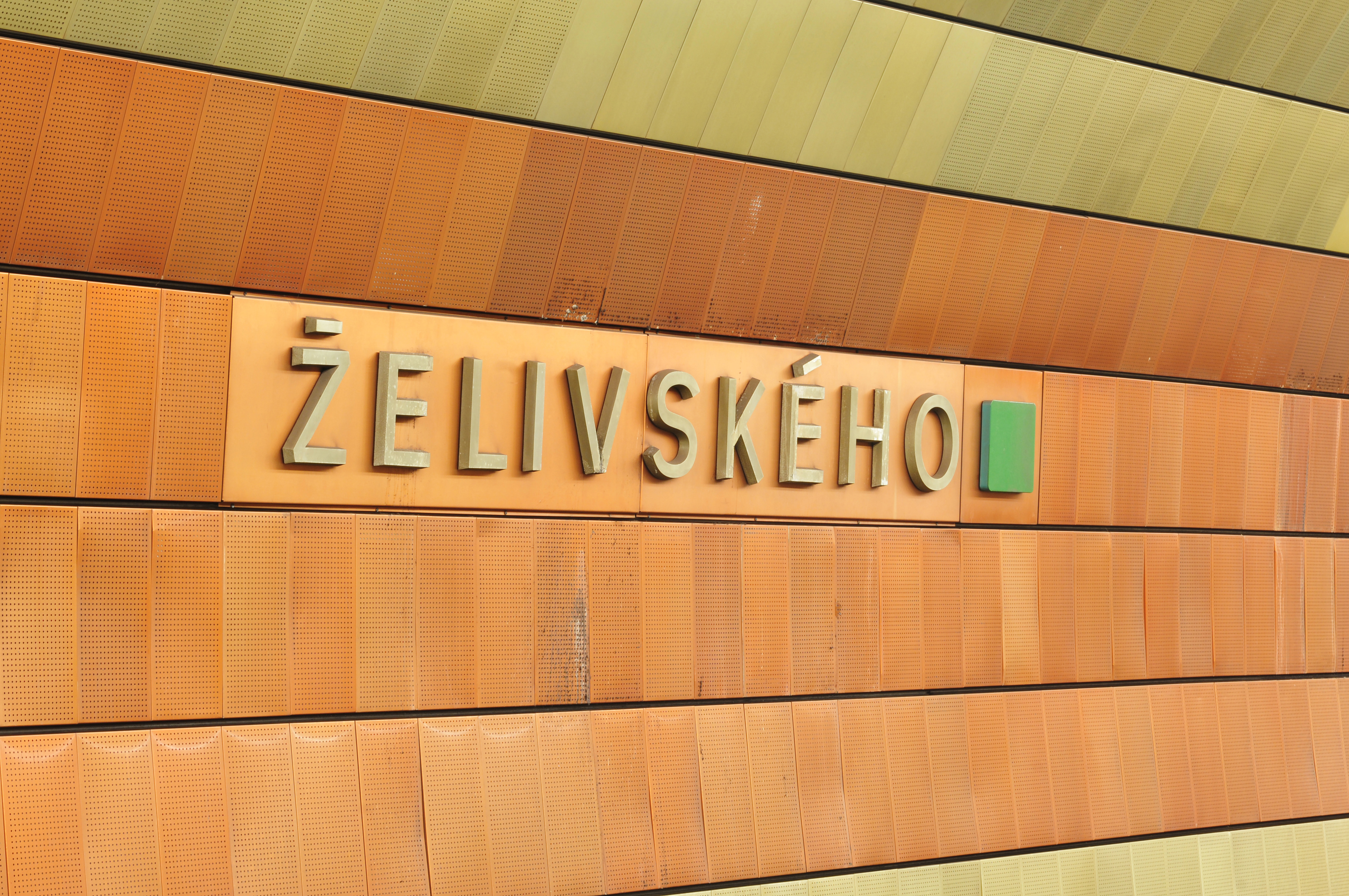
Želivského

## Änderung von Stationsnamen
Nach der Samtenen Revolution wurde ein Stationsname geändert.
| Station  | ehemaliger Name | Jahre     |
| -------- | --------------- | --------- |
| Dejvická | Leninova        | 1978–1990 |